# Eryngium ilicifolium
Eryngium ilicifolium  es una especie fanerógama de Eryngium perteneciente a la familia de las apiáceas.

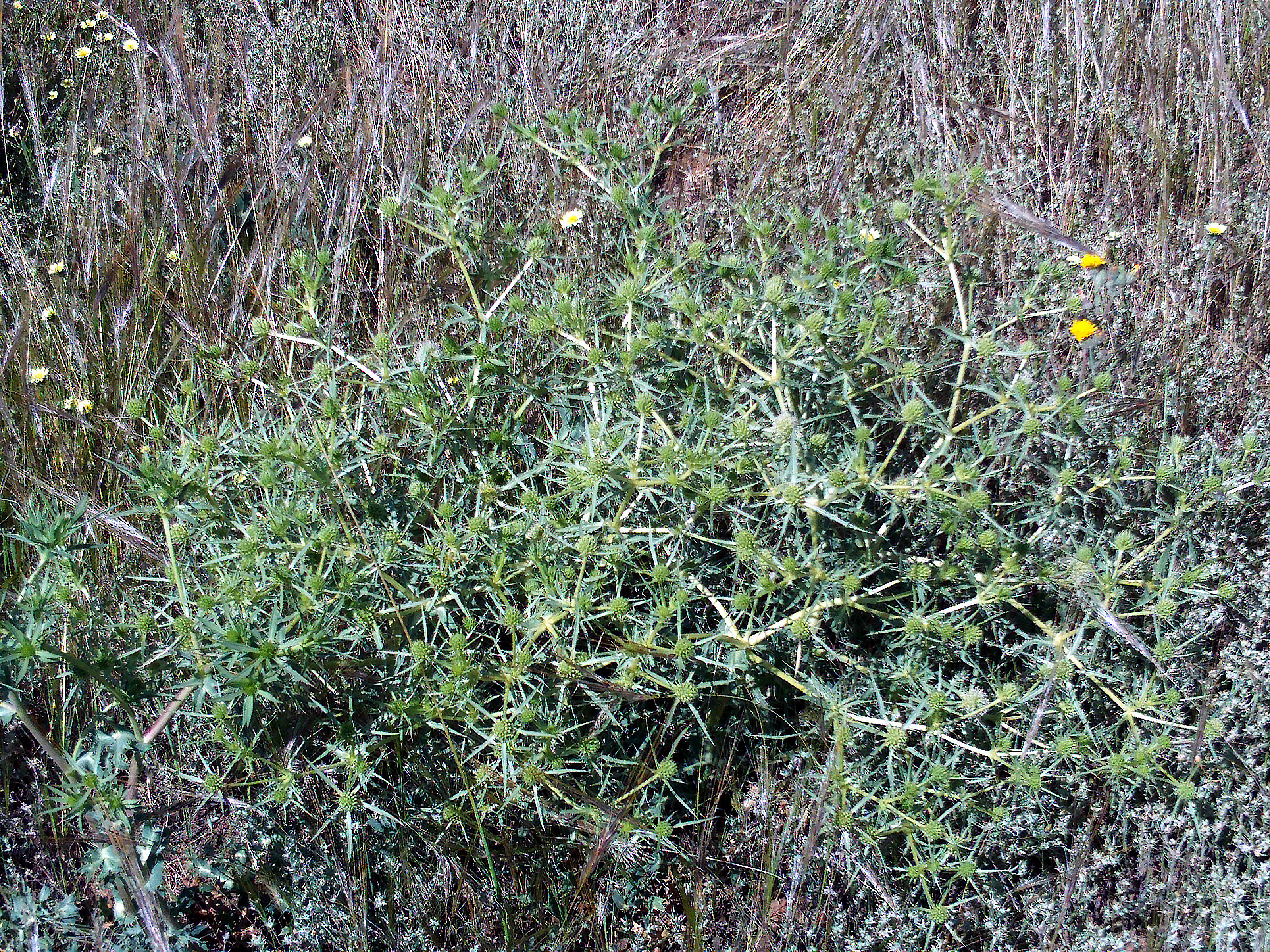
Hábitus

## Descripción
Es una herbácea perennifolia, que alcanza un tamaño de 5-15 cm de altura, postrada o, en todo caso, poco elevada, espinosa. Tallos de 0,15-0,4 cm de diámetro en la base, generalmente muy reducidos o nulos por debajo del capítulo primario, pero divaricado-ramosos a partir de ahí, glaucescentes o blanquecinos. Hojas basales 2-6,5 × 0,7-2 cm, obovadas o espatuladas –con pecíolo ancho y largo (de más de 1/3 de la longitud total de la hoja)–, de regularmente denticuladas a sinuado-dentadas y con espínulas, ± tiernas, con nerviación pinnado-reticulada, generalmente marchitas en la antesis; hojas caulinares 1,7-4(5) × 0,5-1,7 cm, casi todas opuestas y fértiles –en los puntos de ramificación de los tallos–, a veces también con alguna esparcida, junto a las basales, y muy semejantes a éstas, ± profundamente sinuado- pinnatífidas, espinosas, rígidas, pinnado-reticuladas, sésiles o cortamente pecioladas. Capítulos 10-14 × 7-11 mm, ovoideos o globosos, claramente destacados del involucro, el central con pedúnculo de 0-3 mm, multifloros, agrupados en dicasios o tricasios. Brácteas 5, de 15-32 × 2-16 mm, de 1,5-2,5 veces la longitud del capítulo, linear-obovadas, acuminado-punzantes, y con 1-2 pares de lóbulos laterales patentes y espinosos, rígidas, glaucescentes, que alternan en la base del capítulo con otras tantas espinas –de 4-7 mm–, erectas, éstas a su vez con 1(2) pares de espínulas laterales. Bractéolas tantas como flores –las del ápice a menudo más largas que el resto, hasta de 10 mm–, rígidas, triquetras, 3-cuspidadas, con aurículas membranáceas en la base, pubérulas. Sépalos c. 1,5 mm, ovados, escotado-aristados, blancos, pubérulos. Mericarpos c. 1,5 mm, con filas de escamas papiliformes –de 0,2-0,4 mm– a lo largo de la costilla dorsal y las comisurales. Tiene un número de cromosomas de 2n = 16, 18.

## Distribución y hábitat
Se encuentra en lugares ± abiertos, semiáridos, pedregosos o arenosos, a menudo ligeramente nitrificados; a una altitud de 0-800 metros en el Norte de África (desde Marruecos a Túnez) y SE de España. 

## Taxonomía
Eryngium ilicifolium fue descrita por Jean-Baptiste Lamarck y publicado en Encyclopédie Méthodique, Botanique 4: 757. 1797.
Etimología
Eryngium: nombre genérico que probablemente hace referencia a la palabra que recuerda el erizo: "Erinaceus" (especialmente desde el griego "erungion" = "ción"), sino que también podría derivar de "eruma" (= protección), en referencia a la espinosa hojas de las plantas de este tipo.
ilicifolium: epíteto latino que significa "con hojas de Ilex.

## Nombre común
- Castellano: cardo mancaperros, cardo perruna, mancaperro, mancaperros.[5]